# Герн, Оттомар Борисович
Герн, Оттомар Борисович — (16 [28] ноября 1827, Витебская губерния — 9 [21] ноября  1882, Ментона) — военный инженер, кораблестроитель, один из первых создателей русских подводных лодок, генерал-лейтенант (30 августа 1879).

## Биография
Оттомар Герн родился 16 ноября 1827 года в Витебской губернии Княжества Польского Российской империи, в польской дворянской семье с немецкими корнями. Герн был инженером, большую часть жизни прослужившим по морскому ведомству. Его учителем и покровителем долгие годы были знаменитый барон Тотлебен и Великий Князь Константин.
В 1841 году поступил кондуктором в Главное инженерное училище и, произведенный 10 августа 1844 г. в прапорщики, перешёл в офицерские классы, а 23 сентября 1845 г. произведен по экзамену в подпоручики.
3 сентября 1846 г. выпущен на службу в Инженерный корпус с переводом в гвардию (прапорщиком в л.-гв. Саперный батальон) и прикомандированием к Главному инженерному училищу (впоследствии переименовано в Николаевское инженерное училище) в качестве репетитора фортификации. Преподавательской деятельностью занимался до 1860-х годов. 25 августа 1847 г. назначен преподавателем фортификации в то же училище. 15 июля 1848 г. произведен в подпоручики и 6 декабря 1850 г. — в поручики.
Летом 1851 г. обозревал строительные и практические саперные работы в крепостях Динабурге, Варшаве, Ивангороде, Бресте, Киеве и Бобруйске, а летом 1853 г. командирован был в крепости Бобруйск, Киев, Брест, Ивангород, Варшаву и Новогеоргиевск для содействия начальнику Николаевского инженерного училища в исполнении возложенного на него поручения.
С 9 июня по 9 ноября 1854 г. был в командировке в крепости Ревель, приведенной в оборонительное положение, и 6 декабря того же года произведен в штабс-капитаны. В чине капитана (с 17 апреля 1855 г.) утвержден 14 ноября 1858 г. адъюнкт-профессором фортификации. 3 апреля 1860 г. произведен в полковники с переводом в военные инженеры. Кроме Инженерных училища и академии, преподавал фортификацию и в Николаевской академии генерального штаба (с 25 августа 1856 г. по 17 октября 1860 г.).
До 1869 г. состоял совещательным членом артиллерийского комитета, учрежденного для изыскания технических средств к приготовлению новых потребностей вооружения артиллерии и флота.
По производстве 1 января 1869 г. в генерал-майоры назначен членом Технического комитета Главного инженерного управления, переименованного вскоре в Инженерный комитет, и состоял в этой должности до кончины.
В 1870 г. во время франко-прусской войны был командирован на театр военных действий, по окончании которых представил обширный доклад о всех фортификационных операциях воевавших сторон. Король прусский наградил его орденом Красного Орла 2-й ст. со звездой и мечами.
19 февраля 1871 г. Герн зачислен в свиту Его Величества. В 1878 г., за участие в русско-турецкой войне награждён орденом Св. Владимира 2-й ст. с мечами. 30 августа 1879 г. он произведен в генерал-лейтенанты.
Кроме вышеупомянутых орденов, был награждён русскими высшими орденами: Св. Станислава 1-й ст. (1873), Св. Анны 1-й ст. (1876) и Св. Владимира 3-й ст. (1871) и несколькими иностранными.
Умер 9 ноября 1882 г. в Ментоне. После отпевания в Петербурге в лютеранской церкви св. Петра и Павла погребен в Москве в Новодевичьем монастыре.

## Проектирование подводных лодок
В середине марта 1854 года английская эскадра, войдя в Финский залив, объявила блокаду русского побережья и прилегающих вод. В середине июня соединённый англо-французский флот появился перед Кронштадтом. На Балтике, имея превосходство в силах, союзники нападали на острова и прибрежные поселки. Особого успеха им эта тактика не принесла, но русских держала в постоянном напряжении, заставляя усиливать оборону в ожидании неприятельских десантов.
В эти месяцы поручика Герна командировали в Ревель для оказания помощи при устройстве оборонительных сооружений.
Тактика блокады русских приморских крепостей, которую применял союзный флот, имела слабые места. Блокирующие корабли, сосредоточенные в районах береговых укреплений, были относительно малоподвижными и находились довольно близко от берега. Поэтому они сами могли стать объектом нападения. Требовалось всего лишь, чтобы атакующий мог незаметно приблизиться к эскадре. Этому условию отвечала небольшая подводная лодка, от которой не требовалось ни высокой скорости, ни большой дальности подводного плавания.

### Подводная лодка № 1

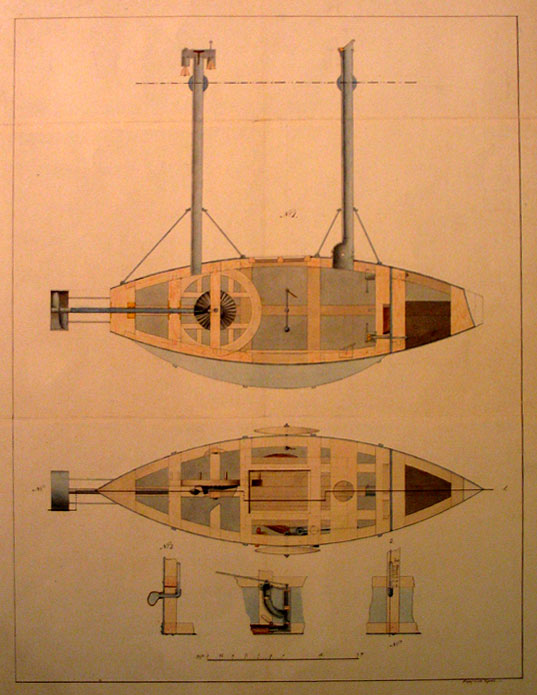
Чертеж подводной лодки, изобретенной преподавателем Главного инженерного училища капитаном Лейб-гвардии Саперного батальона О. Б. Герном в 1854 году.

Уже в июле Герн предоставил проект своей собственной подводной лодки-брандера. За неимением достаточного времени и средств, подводная лодка была задумана из дерева, в размерах 4,2х1,35х1,35 метра. Корпус её состоял из двух неравных частей — в малой, носовой части, находилась «мина», то есть пороховой заряд, который надлежало как-то прикрепить к днищу неприятельского корабля. В остальной, большей части подводной лодки, располагались экипаж, маховик вращения гребного винта, средства наблюдения и навигации.
В августе месяце было получено высочайшее разрешение императора Николая I и 1000 рублей серебром на постройку этой подводной лодки. Оттомар Герн с помощниками незамедлительно приступил к работе. Уже осенью 1854 года были проведены пробные погружения в порту — под водой она двигалась со скоростью 1,5 км/ч и аварий во время испытаний не было.
Приёмная комиссия была удовлетворена и рапортовала Военному Министру, что подводная лодка соответствует заданию и проект можно существенно улучшить, если подводную лодку построить из металла, а комиссия Морского Ведомства, во главе с адмиралом Фуллоном, признала подводную лодку Оттомара Герна «весьма посредственной» и в массовое производство не рекомендовало. В целом было решено, что военному инженеру Оттомару Герну следует подводные лодки строить и впредь, но из железа.

### Подводная лодка № 2

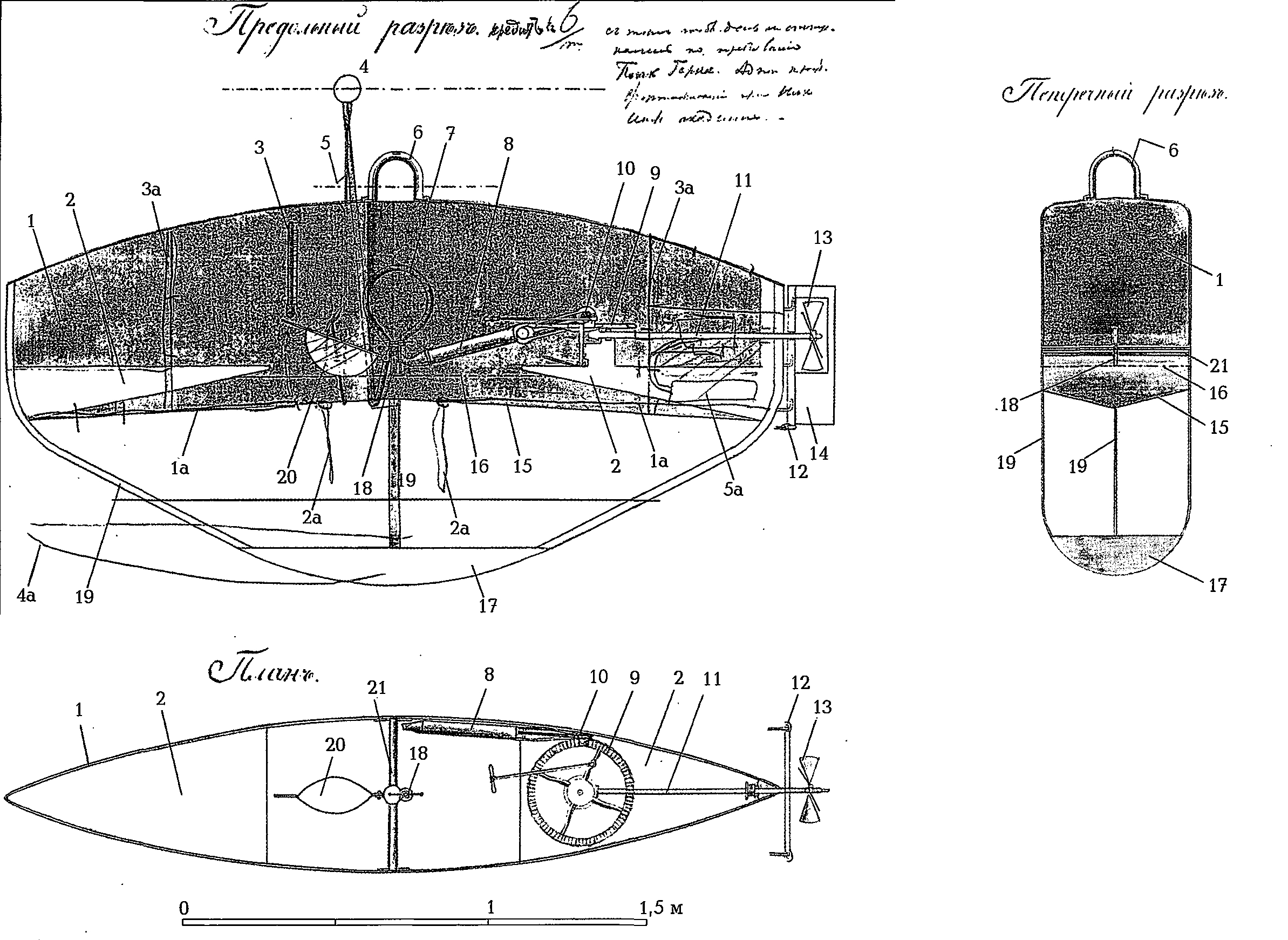
Схематические чертежи лодки Герна № 2.

Разработку второго проекта подводной лодки Оттомар (Константин) Борисович Герн (1827—1882) завершил 2 июня 1855 г. Заказ на постройку новой субмарины военно-инженерное ведомство выдало Механическому заводу братьев Фрикке, находившемуся в Санкт-Петербурге, на Васильевском острове. Уже 5 сентября 1855 г. она была готова к испытаниям.
Водоизмещение лодки составило 8 тонн, её длина была 5 метров, ширина 1,1 метра, высота 2,5 метра. Корпус был склепан из 3-мм железных листов, без набора, соединением листов в пазах и стыках. Конструктивно он состоял из двух частей (верхней и нижней), похожих на две шлюпки, соединённые между собой своими внутренними объёмами. При этом нижняя часть имела в оконечностях острые обводы, а верхняя часть («шлюпка», повернутая вверх дном) являлась как бы «плоскодонной».
На уровне линии соединения верхней и нижней частей были устроены две деревянные платформы для размещения экипажа в составе 4-х человек. В верхней части лодки находились главные механизмы (маховик с редуктором гребного вала, вентиляционный насос, нактоуз магнитного компаса). Двое матросов с помощью маховика вращали двухлопастный винт. Управление по курсу осуществлялось посредством вертикального руля, штуртросы от румпеля которого шли к штурвалу в центре лодки.
В середине верхней части корпуса имелся вырез, закрытый стеклянным смотровым колпаком. Колпак ограждала железная решетка. Вырез использовался и как входной люк. В нижней части корпуса между двумя поперечными переборками располагалась шлюзовая камера. В её днище был устроен люк для выхода водолаза, там же имелись смотровые иллюминаторы и ниша для подводного якоря. При погружении водяной балласт принимался прямо в трюм лодки (то есть в её нижнюю часть) через забортный клапан.
Вооружением являлась пороховая мина, имевшая форму конуса, прикрепленная к носовой части субмарины. Её плавучесть немного превышала нулевую. По замыслу О. Б. Герна, водолаз должен был с помощью ручного бурава прикреплять мину к подводной части вражеского корабля. Затем брандеру следовало отойти на безопасное расстояние и взорвать мину электрическим импульсом от гальванической батареи.
Поступление свежего воздуха внутрь корпуса обеспечивал поршневой насос, связанный механическим приводом с маховиком, вращавшим гребной вал. Резиновые вентиляционные трубы удерживались на поверхности с помощью все тех же поплавков. Глубина погружения изменялась путём дополнительного приема или откачки воды из трюма.
В сентябре 1855 г. лодка прошла двухнедельные ходовые испытания на Малой Неве, которые осуществлял экипаж во главе с капитан-лейтенантом П. П. Крузенштерном, внуком знаменитого адмирала И. Ф. Крузенштерна. Испытания показали, что забортная вода проникает внутрь корпуса сквозь заклепочные швы.
После этого лодку подняли на стенку Галерного острова, где она стояла весь следующий год. Только зимой 1857 г. субмарину отвезли на санях на Ижорский завод. Там трехмиллиметровые железные листы корпуса заменили более толстыми и соединили их между собой не одним, а двумя рядами заклепок (изготовили практически новый корпус). Общая стоимость лодки составила (с заменой обшивки на более толстую) 4380 руб.
Однако повторные испытания состоялись в Петербурге лишь осенью 1861 г. На этот раз субмарина хорошо управлялась, течь корпуса отсутствовала. Но её скорость была слишком мала, а прикрепление мины к днищу судна-мишени оказалось практически невозможным. Позже лодку безуспешно пытались переоборудовать в водолазный колокол.
Руководство военно-инженерного ведомства предложило О. Б. Герну снова переработать проект с целью обеспечения подводной лодки механическим двигателем единого хода.
До 1872 года подводная лодка хранились в Санкт-Петербургском Новом Адмиралтействе, после чего были сдана на слом.

### Подводная лодка № 3
Хотя подводная лодка № 2 оказалась «в настоящем её виде негодною ни к какому употреблению», как оценил её военный министр Д. А. Милютин, О. Б. Герн зимой 1862/1863 года спроектировал новую лодку. Император Александр II разрешил постройку новой лодки по проекту полковника Герна на Адмиралтейских Ижорских заводах.
Хотя ни чертежей, ни подробного описания лодки не найдено, о её устройстве можно судить по косвенным данным. Лодка имела герметичный корпус. Кормовая часть среднего отсека лодки предназначалась для установки двигателя. В носовой части размещался штурвал вертикального руля. В борта и настил палубы лодки были врезаны иллюминаторы. Масса корпуса составляла приблизительно 5т. Главным новшеством лодки должна была стать газовая (аммиачная) машина, спроектированная В. Ф. Петрушевским. Однако стендовые испытания мотора окончились неудачей.
Новый аппарат закончили к осени, но уже с ручным приводом на гребной вал. Его постройка обошлась военному ведомству в 7000 рублей. Опыты прошли осенью того же года в Колпино, на акватории большого заводского пруда. Опыты прошли достаточно успешно. Главным недостатком сочли малый ход.

### Подводная лодка № 4

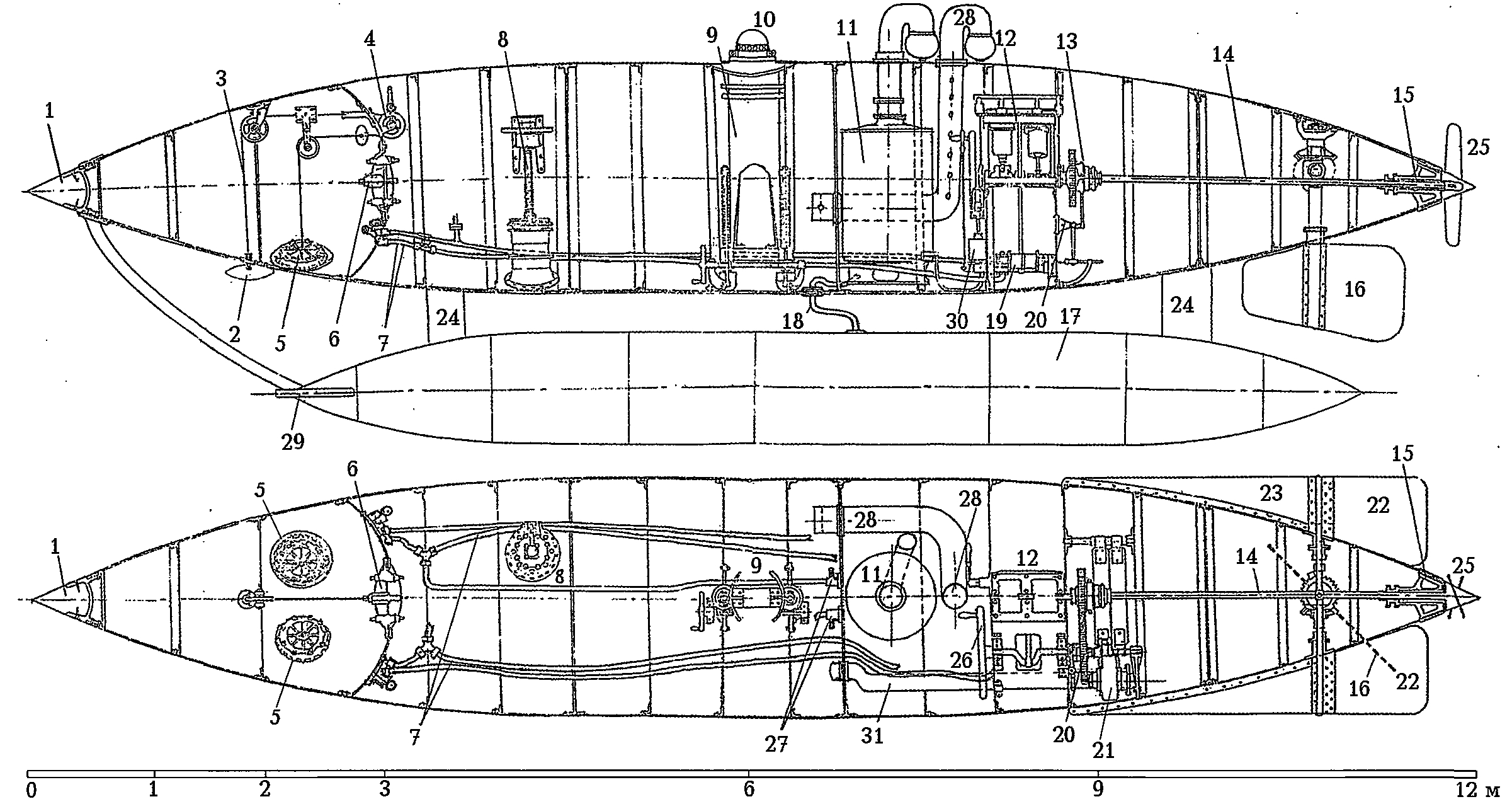
Схематические чертежи лодки Герна № 4.

Герн искал эффективный механический двигатель для движения под водой. Он обратил внимание на перспективность электромашин, однако отсутствие в то время компактных аккумуляторных батарей делало использование таких машин невозможным. Когда стало известно, что во Франции капитан Бургуа испытывает спроектированную им подводную лодку «Plongeur» с пневматическим двигателем, О. Б. Герн отправился туда, приняв непосредственное участие в её испытаниях.
Тщательно изучив конструкцию воздушного двигателя, он использовал своё пребывание во Франции и для заказа ряду парижских фирм нескольких экспериментальных двигателей, в том числе и работавшего на сжатом воздухе. Обогащенный идеями французских изобретателей Герн уже по собственной инициативе разработал проект ПЛ № 4, в котором учел и собственный опыт, и опыт иностранных конструкторов.
Новый проект заинтересовал Морское министерство. Постройка заказанной Александровскому заводу (позднее Пролетарский завод) в Петербурге подводной лодки, которая по тактико-техническим данным превосходила все его более ранние проекты, была завершена в 1867 г. И в конструктивном отношении она являлась значительным шагом вперед в развитии российского подводного судостроения. Корпус подводной лодки, выполненный из металла, представлял собой веретенообразное тело длинной 12 м и 2 м диаметром. Полное водоизмещение 25 тонн, рабочая глубина погружения 2 м. Лодка была однокорпусной с одной плоской и двумя сферическими водонепроницаемыми переборками и внутренними балластными цистернами. Основу энергетической установки, сконструированной с расчетом возможности работы как паровой машины и пневматического двигателя, составляла комбинированная двухцилиндровая машина мощность 6 л. с.
Постройка подводной лодки окончилась в 1867 г., испытания проводились в Итальянском пруду Кронштадтского порта в течение 9 лет. За это время конструктор внес целый ряд усовершенствований.
Так, например, форсунку Шпаковского пришлось заменить более эффективной, улучшить рулевое устройство. О. Б. Герн сам сконструировал и построил на заводе Берда в Петербурге большую (масса 5 тонн, длина 7 м, диаметр 1 м), хотя и весьма тихоходную, торпеду, а также подал идею крепления её снаружи под корпусом подводной лодки.
В результате усовершенствований подводная лодка № 4 к середине 1870-х годов хорошо управлялась на испытаниях, однако в подводном положении могла плавать лишь под пневматическим двигателем — надёжно герметизировать топку не удалось, поэтому во время погружения на глубину, при которой скрывались под водой концы вентиляционных труб, газы прорывались в отсеки. Между тем, не получив практических результатов от опытов и исследований О. Б. Герна, в Военно-инженерном ведомстве начали вообще терять интерес к подводному плаванию. В 1876 г. было дано указание прекратить все работы на том основании, что 

«… из результатов опытов, произведенных в течение многих лет, подводное плавание оказывается весьма затруднительным, и в случае даже успешного разрешения вопроса относительно устройства всех сложных механизмов всегда это плавание сопряжено с большой опасностью для людей в зависимости от многих непредвиденных случайностей».
На прекращение дальнейших испытаний в какой-то степени повлияла и внезапная смерть капитан-лейтенанта П. П. Крузенштерна, являвшегося энтузиастом подводного плавания и более 20 лет командовавшего лодками О. Б. Герна. Лишившись такого деятельного помощника и потеряв поддержку со стороны управляющего Военно-инженерным ведомством генерал-лейтенанта Э. И. Тотлебена, Оттомар Борисович Герн, к тому времени сам произведенный в генералы, перестал заниматься ПЛ.

## Итоги изобретательской деятельности
- Сконструировал и построил первое в мире подводное судно, представлявшее собой веретенообразное тело.
- Первым использовал поперечные сферические переборки, разделявшие корпус на водонепроницаемые отсеки.
- Первым в России установил на подводную лодку в качестве движителя гребной винт.
- Впервые в практике подводного судостроения он применил для движения подводной лодки пневматическую энергетическую установку, способную работать по комбинированному циклу.
- Сконструировал гребной винт с поворотными лопастями.
- Впервые в практике российского подводного судостроения пытался осуществить комплексную регенерацию воздуха.
- Спроектировал и построил торпеду собственной конструкции.
- Его ПЛ № 2 была первой, оборудованной магнитным компасом со специальным дефлектором[ссылка 6].